# Hay Lakes
Hay Lakes è un villaggio del Canada, situato in Alberta, nella divisione No. 10.